# 華山公立學校
華山公立學校位於香港新界上水華山村近梧桐河，一所已經停止運作的鄉村式學校，於1950年代至1960年代創立，於1967年的聖誕節有駐港英軍動用直升機空降聖誕禮物予學生的珍貴情景，於2006年停止辦學。

## 現況
遺址已經荒廢，屋頂被拆毀，連門窗亦空置。黑板及電線均損壞嚴重，學校內多處雜草叢生。
其後被WarGame發燒友發掘成為「戰場」，因WarGame發燒友嚴重破壞遺址，村民及區議會已委託地政總署圍封鐵絲網以防再有WarGame發燒友進入「戰場」。